# Ли Джун Ён
Ли Джун Ён (кор. 이준영, также известный как Джун; род. 22 января 1997 года, Ыйджонбу, Республика Корея) — южнокорейский актёр, певец и рэпер, дебютировавший в составе бойз-бенда U-KISS в 2014 году. Он присоединился к шоу на выживание «Проект Unit: Перезагрузка айдолов» (2017–2018) и победил, став участником проектной группы UNB. Как актёр он добился более широкого признания благодаря своим ролям в сериалах Netflix «Романтический фильм» (2025), «Когда жизнь даёт тебе мандарины» (2025) и «Слабый герой» (2025).

## Фильмография
| Год       |    | Русское название                 | Оригинальное название         | Роль                      |
| --------- | -- | -------------------------------- | ----------------------------- | ------------------------- |
| 2016      | ф  | Больнее, чем печаль              | 슬픔보다아픈                  | Ли Юн Хо                  |
| 2017      | с  | Клуб мстителей                   | 부암동 복수자들               | Ли Су Гюм                 |
| 2018      | с  | Оставшееся прощание              | 이별이 떠났다                 | Хан Мин Су                |
| 2019      | с  | Класс лжецов                     | 미스터 기간제                 | Ю Бом Джин                |
| 2020      | с  | Хороший кастинг                  | 굿캐스팅                      | Кан У Вон                 |
| 2020      | с  | Продавец на полставки            | 편의점 샛별이                 | ученик школы              |
| 2020—2021 | с  | Не встречайся с ним, пожалуйста! | 제발 그 남자 만나지 마요      | Чон Кук Хи                |
| 2021      | с  | Имитация                         | 이미테이션                    | Квон Рёк                  |
| 2021      | с  | Охотник за дезертирами           | 디피                          | Чон Хён Мин               |
| 2021—2022 | с  | Я стану твоей ночью              | 너의 밤이 되어줄게            | Юн Тэ Ин                  |
| 2022      | ф  | Любовь на поводке                | 모럴센스                      | Чон Джи Ху                |
| 2022      | с  | Могу ли я помочь тебе            | 일당백집사                    | дворецкий Ким / Ким Тэ Хи |
| 2023      | ф  | Ответственная гражданка          | 용감한 시민                   | Хан Су Ган                |
| 2023      | вс | Девушка в маске                  | 마스크걸                      | Чхве Бу Ён                |
| 2024      | ф  | Охотники с пустоши               | 황야                          | Чхве Джи Ван              |
| 2024      | вс | Невозможный наследник            | 로얄로더                      | Кан Ин Ха                 |
| 2024      | вс | Я открыто мечтаю о Золушке       | 나는 대놓고 신데렐라를 꿈꾼다 | Мун Ча Мин                |
| 2025      | с  | Королева Вонгён                  | 원경                          | Седжон Великий            |
| 2025      | вс | Романтический фильм              | 멜로무비                      | Хон Си Джун               |
| 2025      | вс | Когда жизнь даёт тебе мандарины  | 폭싹 속았수다                 | Пак Ён Бом                |
| 2025      | вс | Слабый герой                     | 약한영웅 Class 2              | Гым Сон Дже               |
| 2025      | с  | Фитнес-центр 24/7                | 24시 헬스클럽                 | До Хён Джон               |

### Телешоу
| Год  | Название                          | Роль        | Примечание | Источник |
| ---- | --------------------------------- | ----------- | ---------- | -------- |
| 2017 | Проект Unit: Перезагрузка айдолов | самого себя |            |          |

### Веб-шоу
| Год  | Название                                  | Роль        | Примечание | Источник |
| ---- | ----------------------------------------- | ----------- | ---------- | -------- |
| 2018 | UNB in Japan: OND                         | самого себя |            | [ 3 ]    |
| 2020 | U-KISS Soohyun & Jun “Anything Challenge" | самого себя |            | [ 4 ]    |

### Музыкальные клипы
| Год  | Песня                                          | Исполнитель  | Примечания | Источник |
| ---- | ---------------------------------------------- | ------------ | ---------- | -------- |
| 2018 | There Has Never Been a Day I Haven't Loved You | Им Чхан Джон |            | [ 5 ]    |
| 2018 | Turn It On                                     | Laboum       |            | [ 6 ]    |